# Karenz (Mecklenburg)
Karenz település Németországban, Mecklenburg-Elő-Pomeránia tartományban. Lakosainak száma 226 fő (2023. december 31.).

## Népesség
A település népességének változása:
| Lakosok száma | 250  | 232  | 219  | 233  | 226  |
|               | 2017 | 2019 | 2021 | 2022 | 2023 |